# 快速低電離輻射區
快速低電離輻射區（Fast Low-Ionization Emission Region，FLIER）是許多行星狀星雲在靠近對稱軸附近的低電離氣體區域的名稱。它們是像太陽這種恆星在老年死亡和爆炸的過程中，以超音速噴發出來的物質，在行星狀星雲內呈螺旋狀噴出，顏色是紅色。眨眼星雲的外型就是一套從星雲水平噴出的快速低電離輻射區。它們流出的速度明顯的高於其所崁入的星雲，而它們的電離則低很多。快速低電離輻射區的高速使它們的年齡被認為比星雲年輕，而低電離則顯示周圍的紫外線並未滲入這個區域。
在1996年1月27日，哈伯太空望遠鏡拍攝了一張眨眼星雲的影像，估計出與這個星雲的距離大約是700秒差距或是2,200光年。之前，以地基望遠鏡拍攝的高速低電離輻射區和它們所在的宿主星雲清晰度都有限。哈伯太空望遠鏡的眨眼星雲影像歸功於華盛頓大學的Bruce Balick、Jason Alexander、華盛頓特區美國海軍天文台的Arsen Hajian、義大利佛羅倫斯大學的Mario Perinotto、義大利阿切特里天文台的Patrizio Patriarchi和康奈爾大學的耶范特·特奇安（Yervant Terzian）；他們使用的儀器是WFPC2。天體 NGC 7009，亦稱為土星星雲，也是個非常突出的高速低電離輻射區，哈伯太空望遠鏡在1996年4月28日也對它進行觀測，並且釋出了影像。天文學家相信土星星雲的距離是420秒差距或是1,400光年。